# Grammont (Belgique)
Pour les articles homonymes, voir Grammont.
Grammont (en néerlandais : Geraardsbergen, en allemand Gerhardsbergen) est une ville néerlandophone de Belgique située en Région flamande dans la province de Flandre-Orientale et le pays de la Dendre. Elle compte 35 236 habitants en 2025.

## Toponymie
de Geroaldi monte (1034-58), Geraldimontem (1081), Geraldimons (1096), de Geraldi monte (1107), Geraldimontensis (1093-1110), Geromontensis (1142), de monte Geraldi (1166), Geralmont (1167), de Geraudi monte (1195), Graumont (1195), Geromontis (XIIe siècle), Geraumont (1201), Gerautmont (1201), Geramont (1211), in Gerardi monte (1225)

## Sections de la commune
| #  | Section              | Superf. (km²) | Habitants (2020) | Habitants par km² | Code INS |
| -- | -------------------- | ------------- | ---------------- | ----------------- | -------- |
| 1  | Grammont             | 1,89          | 6.730            | 3.555             | 41018A   |
| 2  | Nederboelare         | 2,16          | 1.023            | 473               | 41018B   |
| 3  | Onkerzele            | 8,45          | 3.146            | 373               | 41018C   |
| 4  | Overboelare          | 7,61          | 4.164            | 547               | 41018D   |
| 5  | Goeferdinge          | 3,93          | 3.075            | 783               | 41018E   |
| 6  | Zarlardinge          | 6,52          | 1.011            | 155               | 41018F   |
| 7  | Schendelbeke         | 5,91          | 1.951            | 330               | 41018G   |
| 8  | Ophasselt            | 7,65          | 1.896            | 248               | 41018H   |
| 9  | Smeerebbe-Vloerzegem | 3,60          | 714              | 198               | 41018J   |
| 10 | Idegem               | 3,44          | 1.731            | 504               | 41018K   |
| 11 | Grimminge            | 4,45          | 987              | 222               | 41018L   |
| 12 | Zandbergen           | 6,87          | 1.773            | 258               | 41018M   |
| 13 | Nieuwenhove          | 2,02          | 407              | 201               | 41018N   |
| 14 | Waarbeke             | 2,67          | 297              | 111               | 41018P   |
| 15 | Moerbeke             | 6,25          | 2.818            | 451               | 41018R   |
| 16 | Viane                | 6,65          | 1.914            | 288               | 41018S   |

## Histoire

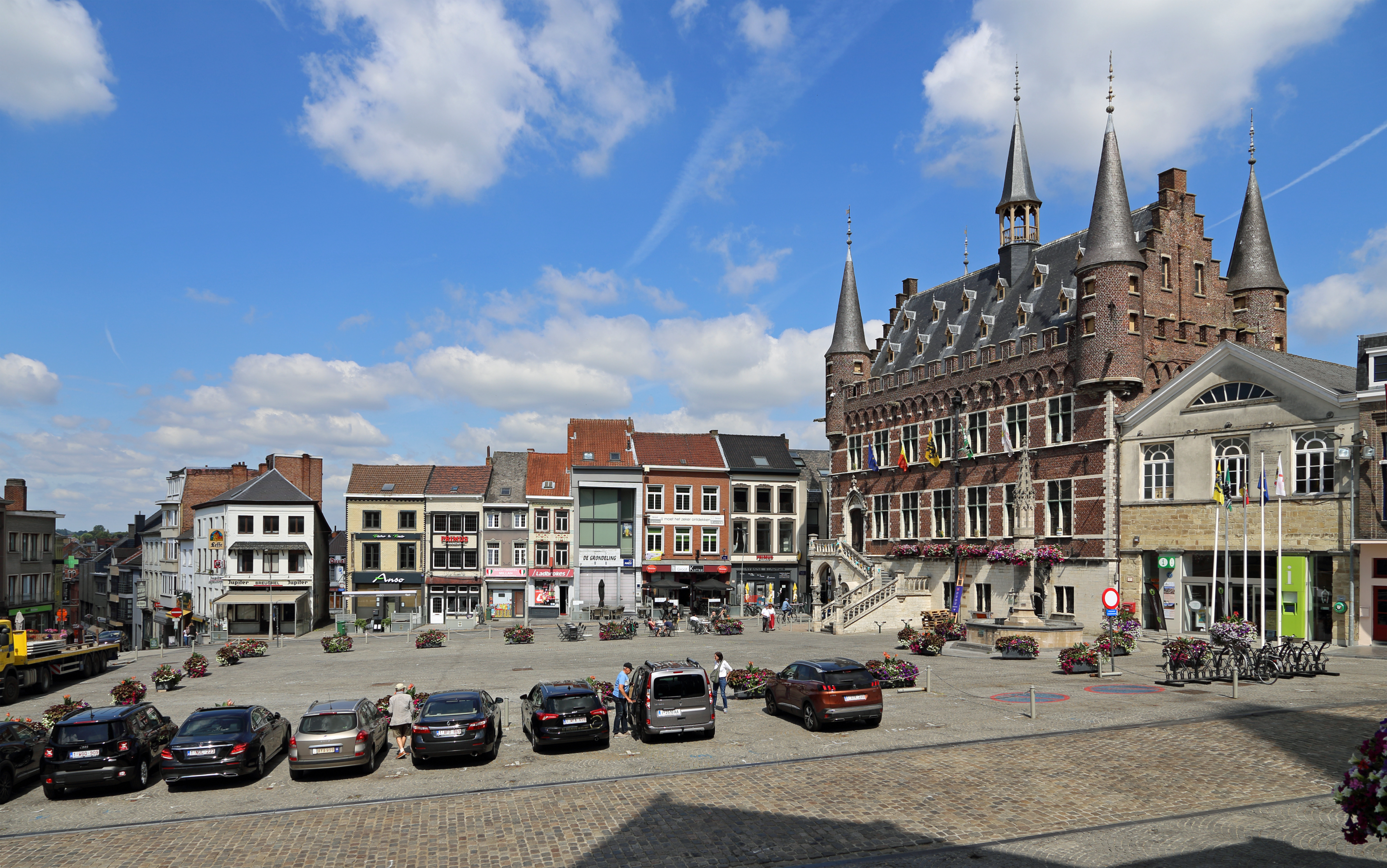
Grand'Place.
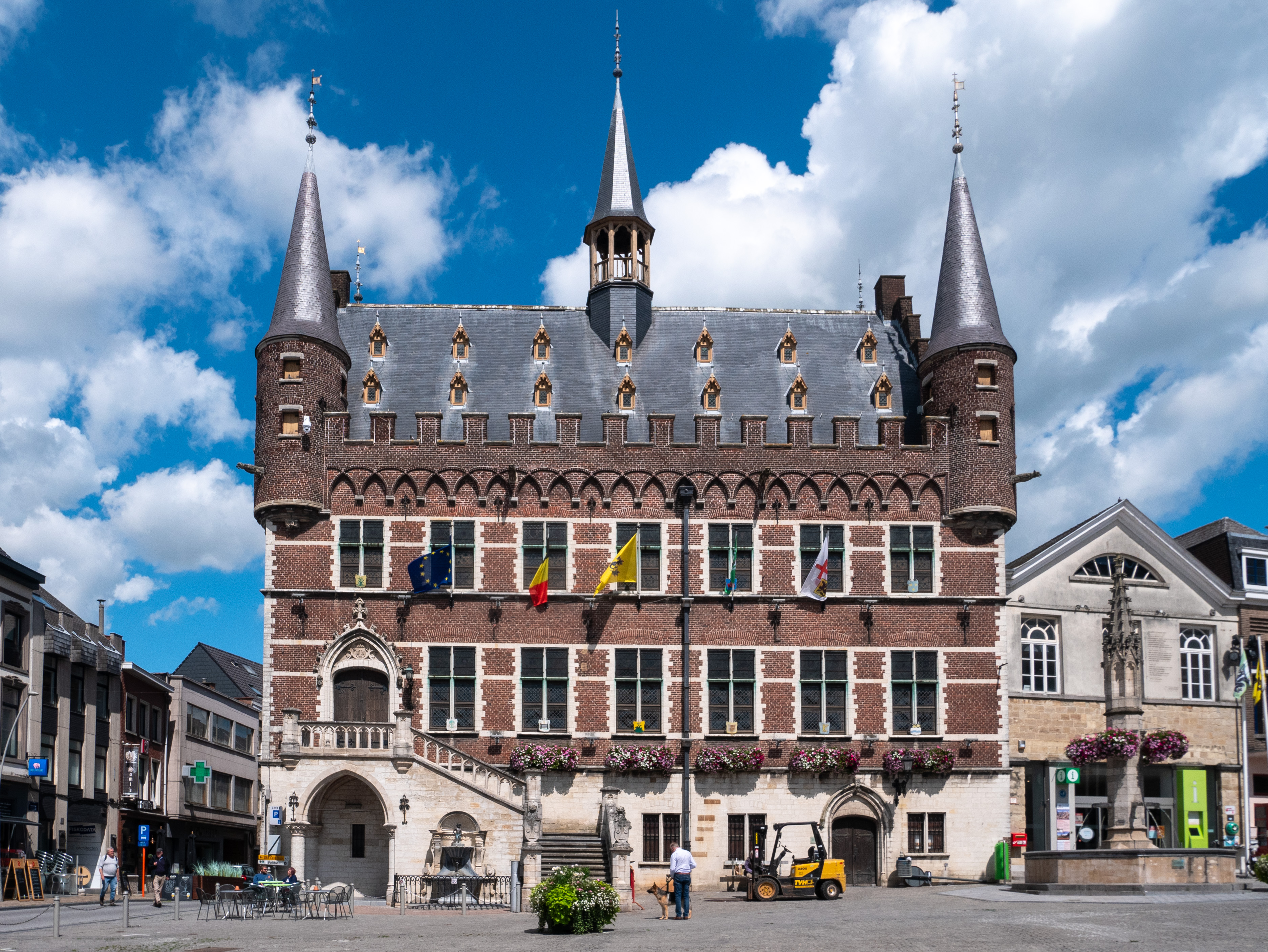
Hôtel de Ville.
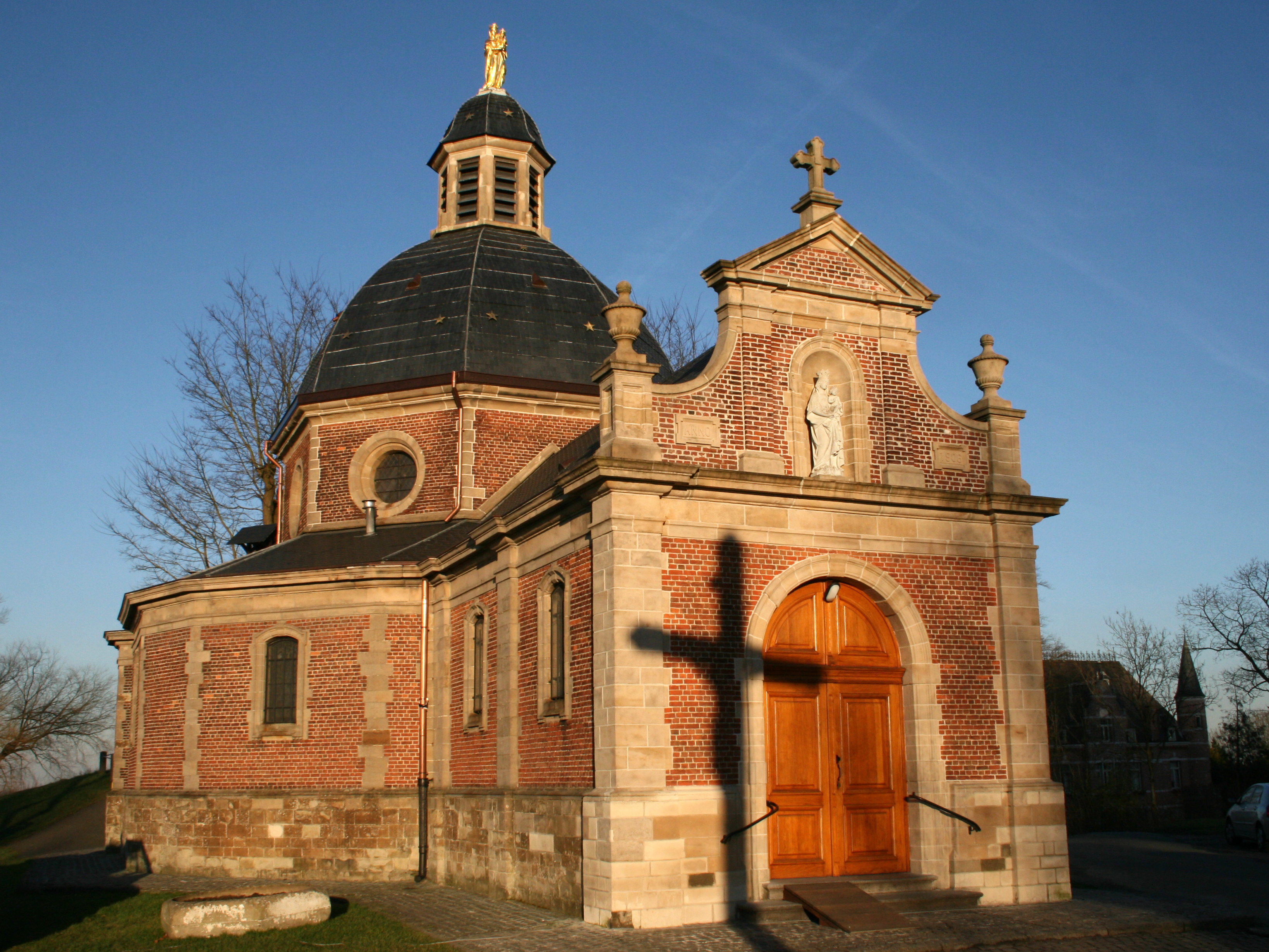
Chapelle Notre-Dame de la Vieille Montagne.
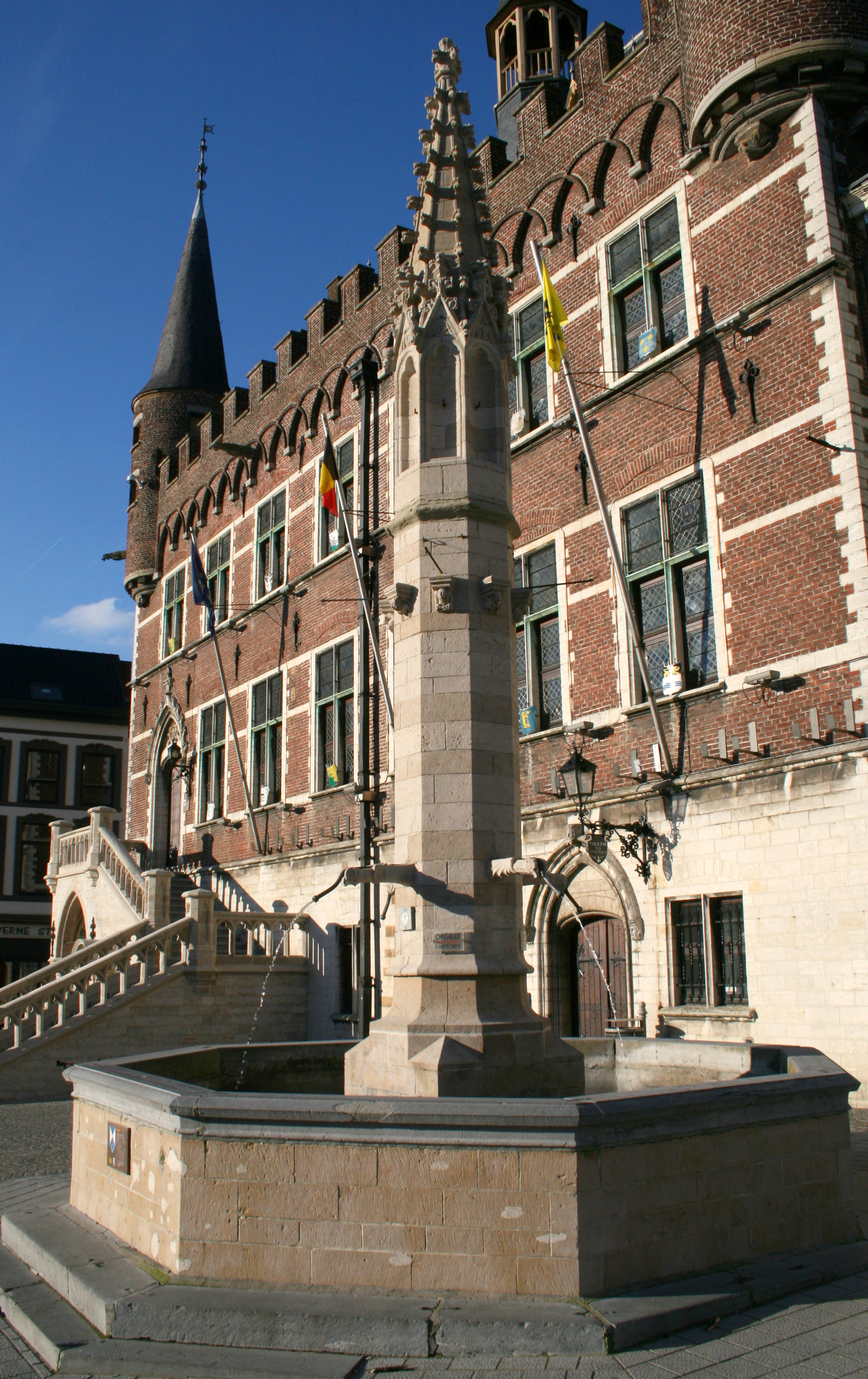
Fontaine Marbol.
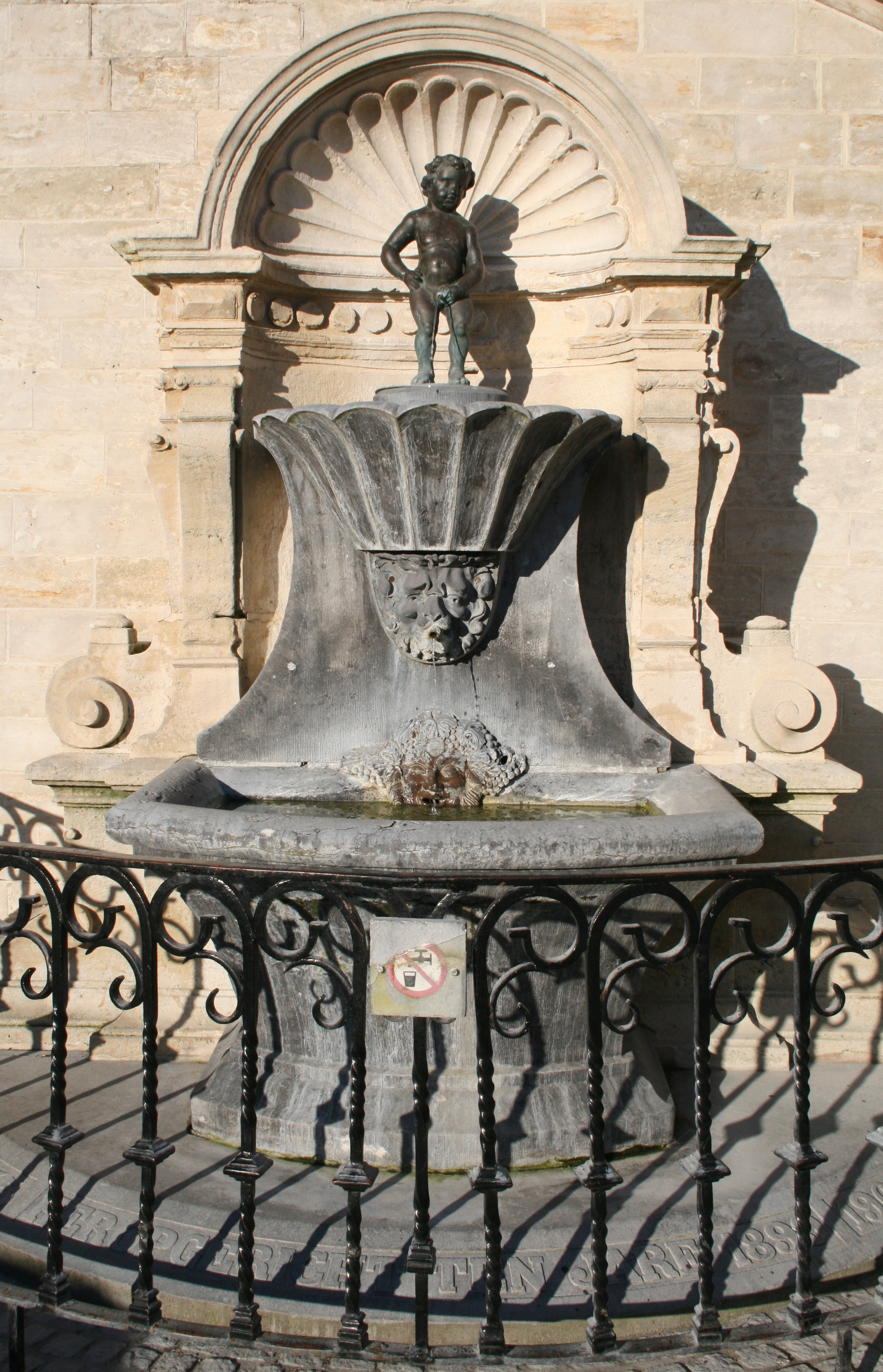
Manneken Pis.
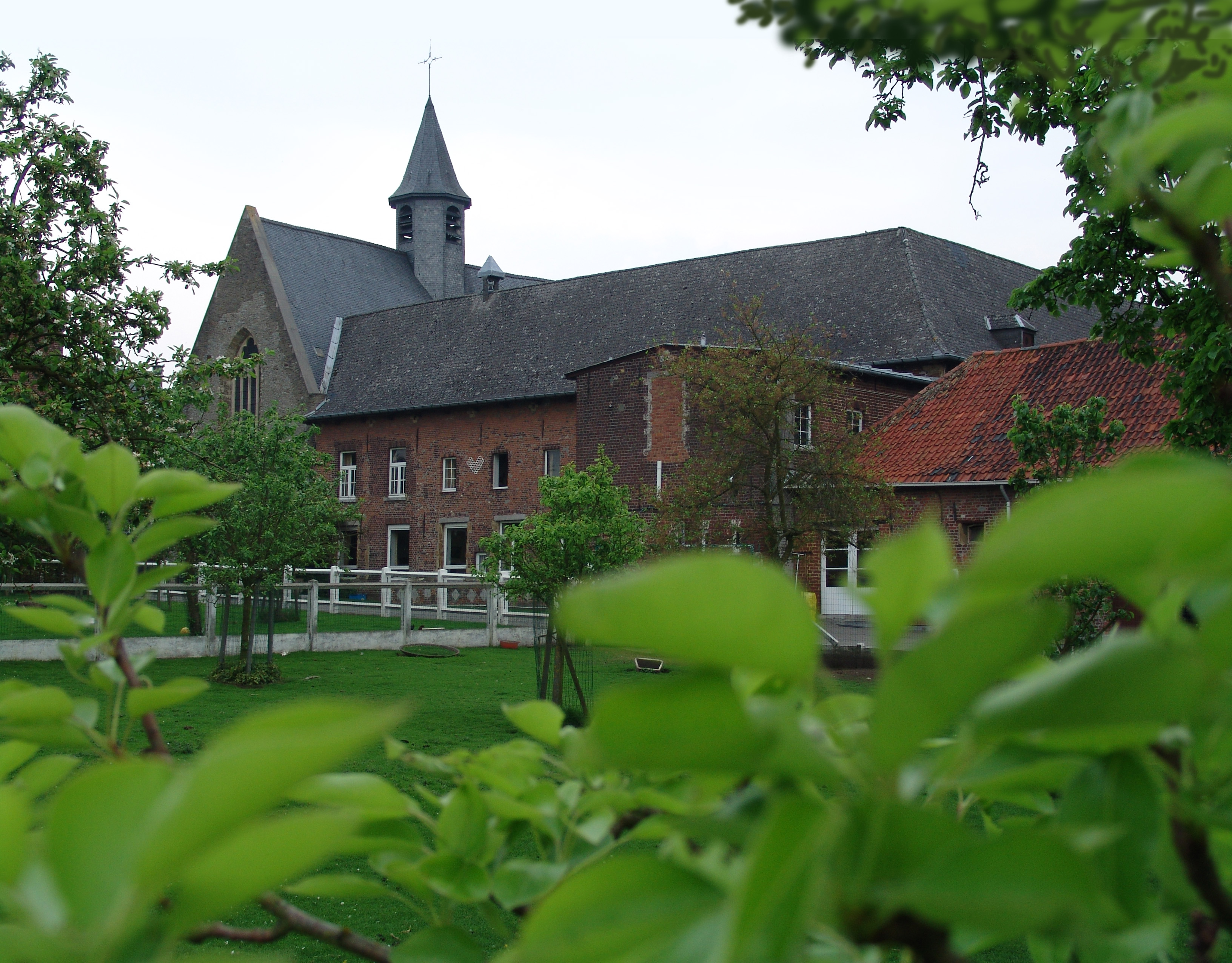
Prieuré de Hunnegem (2005).

Grammont est fondée en 1068 sur un alleu acquis par le comte de Flandre, Baudouin VI. Il inféode en partie cet alleu au seigneur de Boelare (voir nl:Baronie van Boelare). L'appellation néerlandaise Geraardsbergen (littéralement « le mont de Gérard ») s'explique par le nom de l'ancien propriétaire de cet alleu.
Grammont est une des premières communes à obtenir un statut de ville libre
Gui de Dampierre, alors désireux de s'assurer la possession du château de Samson en même temps que celle du marquisat de Namur, cède Grammont, avec Bornem, à l'évêque de Liège, en 1263, pour le lui reprendre en fief, et de la sorte l'alleu retrouve son statut d'arrière-fief de l'Empire (et donc une partie de la Flandre impériale).
La ville est détruite en 1381 par Gautier IV d'Enghien, maréchal de Flandres de Louis II de Flandre : à la tête de ses troupes il assiège la ville ; les habitants envoient de la nourriture comme munition pour tromper l'ennemi. Cette ruse ne fait pas lever le siège et la ville est prise d'assaut. Chaque année, cet événement est commémoré par un carnaval, le « Krakelingen & Tonnekensbrand ».
Le 29 juin 1815, pour célébrer la victoire lors de la bataille de Waterloo, Wellington et Blücher passent en revue 6 000 des cavaliers vainqueurs.
La ville actuelle est le résultat de la fusion entre Grammont et les anciennes communes de Onkerzele, Overboelare, Goeferdinge et Nederboelare en 1971 et avec Schendelbeke, Idegem, Moerbeke, Viane, Zarlardinge, Ophasselt, Smeerebbe-Vloerzegem, Grimminge, Zandbergen, Nieuwenhoven et Waarbeke en 1977.

## Krakelingen & Tonnekensbrand
Aussi appelée familièrement "Krakelingen" cette fête date au moins depuis 1393. Son déroulement a actuellement lieu le dimanche qui précède de 15 jours le premier lundi de mars, mais jusqu'en 1960 elle était célébrée le premier dimanche de carême. La ville décorée célèbre traditionnellement la fin de l’hiver avec le Krakelingen & Tonnekensbrand. 
Un cortège d’un millier de personnes costumés d’époques différentes (25 siècles) accompagne le doyen de l’église de Hunnegem, des druides, les conseillers communaux, en costume eux aussi, et les porteurs de pains emportant avec eux dix mille craquelins aussi appelés « mastels ». On apporte aussi du vin, des petits poissons et du feu, jusqu’à la chapelle Sainte-Marie sur la colline du Oudenberg (lit. La Vieille Montagne). Les pains y sont bénis et, après une prière, prêtres et autorités boivent dans un gobelet d’argent du XVIe siècle, une gorgée de vin dans laquelle est placé un petit poisson vivant. Ce rituel du poisson a été décrit de façon détaillé par Joos Schollaert en 1599. En 1997 l'association de protection des animaux Gaia a tenté d'interdire cette partie du rituel.
Lors du Mastellenworp les craquelins, dont l’un renferme un billet gagnant, sont lancés à la foule où chacun espère gagner le bijou en or créé pour l’occasion par un bijoutier local (qui change chaque année). 
La nuit tombée, le feu est mis à un tonneau rempli de poix et de paille, puis les gens redescendent la colline, tenant une torche allumée en main. Une partie de la fête est considérée comme préchrétienne comme le tonneau en feu, descente de la colline, la forme arrondie du mastel/krakeling . Cette fête symbolise le renouveau de l'année. 
Ce rituel festif, transmis de génération en génération, a été inscrit sur la liste du patrimoine culturel immatériel de l'humanité en novembre 2010.

## Héraldique
|  | La commune possède des armoiries qui lui ont été octroyées le 4 août 1818, modifiées le 19 avril 1907 et à nouveau le 26 mai 1987. Le plus ancien sceau de Grammont date de 1244 et montre une montagne avec des arbres et une croix. La montagne est probablement un symbole, "berg" se traduisant "montagne" en français. Un sceau de la fin du XIIIe siècle montre également une montagne avec une croix. La combinaison de la montagne et de la croix, flanquée d'un lion et d'un aigle est apparue sur un sceau à partir de 1287. L'aigle est l'aigle impérial, le lion est le lion de Flandre. Plus tard, la montagne avec la croix a progressivement changé pour devenir le monument actuel avec la croix. Le sens de la croix n'est pas connu. Blasonnement : D'argent à une croix de calvaire de gueules à trois marches du même, accompagnée, à dextre d'or à une aigle bicéphale de sable et à senestre d'or à un lion de sable. L'écu timbré d'une couronne murale d'or à cinq tours. Source du blasonnement : Heraldy of the World. |

## Évolution démographique

### Évolution démographique: Avant la fusion des communes
- Sources : INS, Rem. : 1831 jusqu'en 1970 = recensements, 1976 = nombre d'habitants au 31 décembre[12].

### Évolution démographique: Commune fusionnée
Graphe de l'évolution de la population de la commune. Les données ci-après intègrent les anciennes communes dans les données avant la fusion en 1977.
- Source : DGS - Remarque : 1831 jusqu'à 1981 = recensement ; depuis 1990 = nombre d'habitants chaque 1er janvier[2]

## Transport
- Gares ferroviaires d’Idegem, Grammont, Schendelbeke, Zandbergen et Viane-Moerbeke

## Lieux et monuments
- La grand-place

- L'ancienne abbaye Saint-Adrien. De cette abbaye bénédictine ayant vécu sept siècles, il ne reste plus que la vaste et remarquable demeure de l'abbé, datant du XVIIIe siècle, qui, parfaitement restaurée, est occupée de nos jours par un centre culturel et un musée, contenant, notamment, des documents iconographiques permettant de se rendre compte de l'importance du monastère d'autrefois.

- Hunnegem

- Le mur de Grammont. Le Mur de Grammont ou le Muur en flamand, est un haut lieu du cyclisme. Sa rue pavée avec un fort pourcentage de pente est régulièrement franchie par de nombreuses épreuves cyclistes dont la plus connue le Tour des Flandres, mais aussi la Transcontinental Race.

- le Manneken-Pis dont la présence est attestée depuis 1459.

## Personnalités liées à la ville
- Daniel de Grammont (1116–1196), moine cistercien
- Guillaume de Moerbeke (1215–1286), premier traducteur de l'œuvre d'Aristote en langue latine
- Guillebert de Mets (1415–1460), écrivain

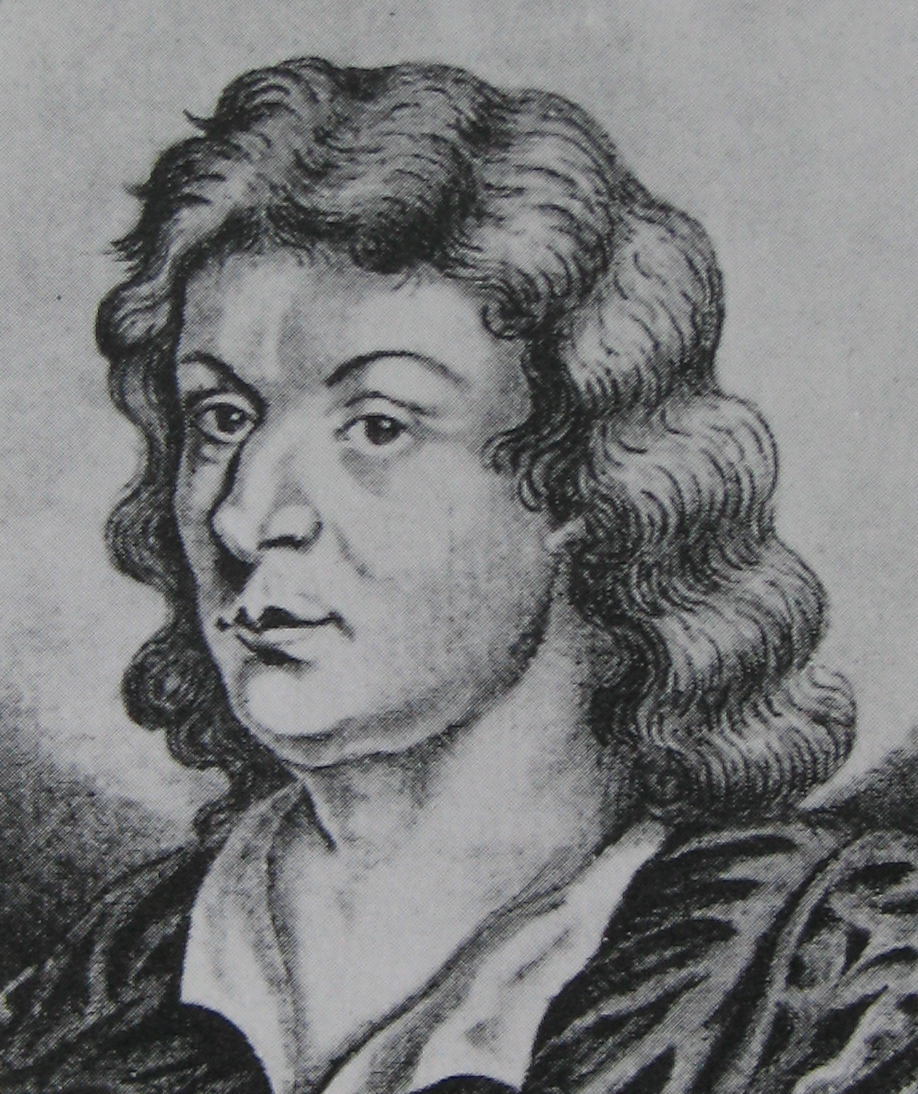
Gabriel Grupello

- Gabriel de Grupello (1644-1730), sculpteur baroque flamand
- Charles Louis Saligo (1803-1874), peintre
- Frans Rens (nl) (1805-1874), écrivain
- Alphonse Van den Eycken (1817-1891), peintre né et mort à Grammont
- Robert de Foy (1893–1960), magistrat belge, et administrateur de la Sûreté de l'État
- Frans Van Coetsem (nl) (1919-2002), linguiste et professeur d'université
- Cyrille Delannoit (1926-1998), boxeur, champion d'Europe en 1948
- Paul Van den Berghe (né en 1933), ancien évêque d'Anvers
- Ferdi Van Den Haute (né en 1952), cycliste plusieurs fois vainqueur du Stadsprijs Geraardsbergen
- Guido De Padt (né en 1954), homme politique
- Marie-Christine Deurbroeck (nl) (née en 1957), athlète
- Michaël Borremans (né en 1963), peintre
- Alain Van Den Bossche (né en 1965), cycliste
- Dean Delannoit (né en 1989), chanteur

## Spécialités
La région de Grammont est internationalement reconnue pour ses tapisseries (verdures) et sa tarte au maton.

## Images

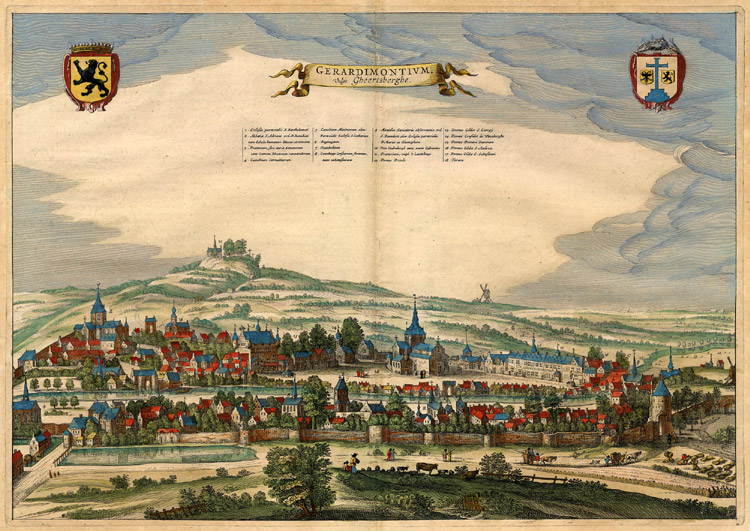
Grammont en 1649
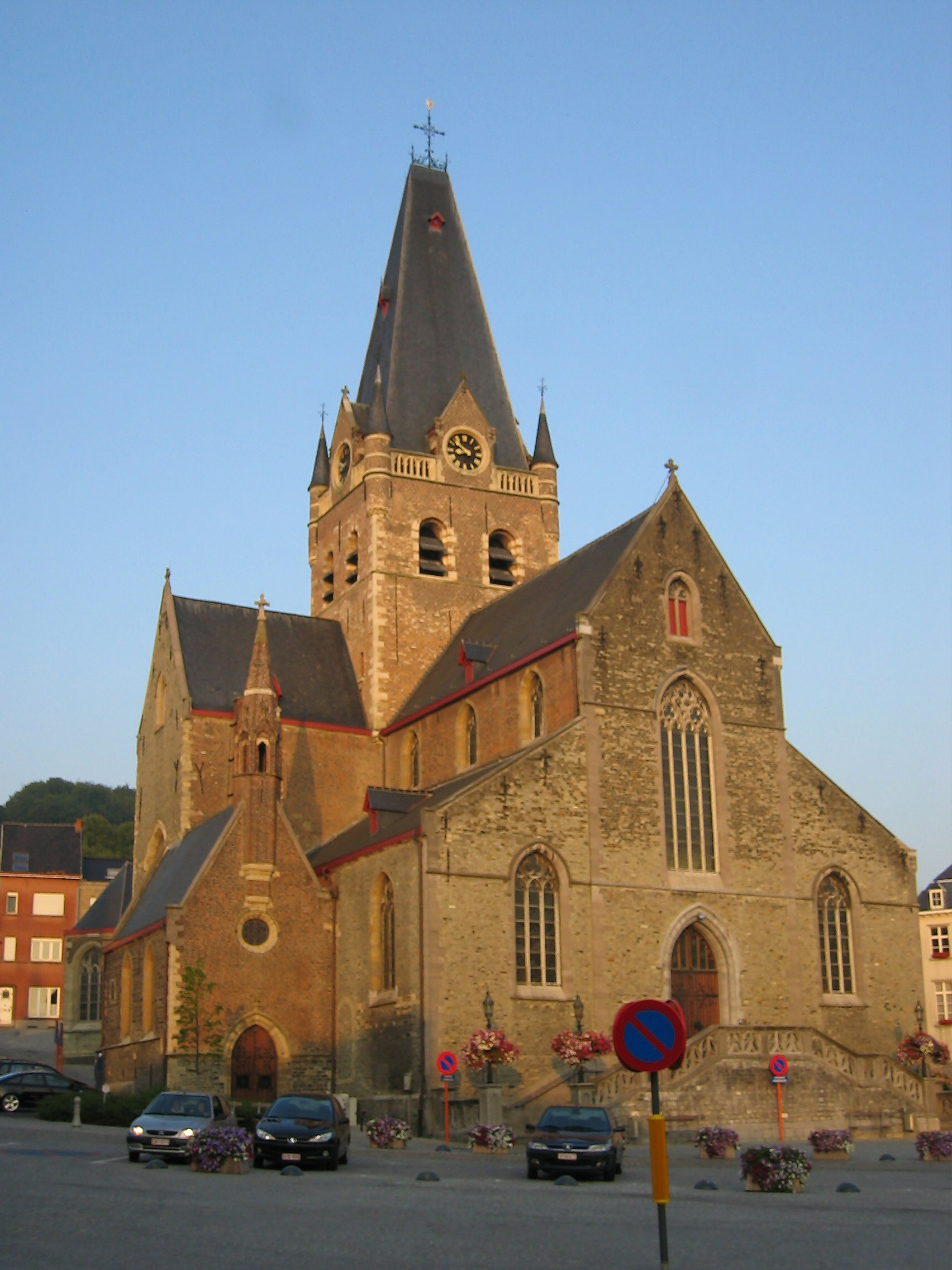
L’église Saint-Barthélemy (Sint-Bartholomeuskerk) sur la grand-place
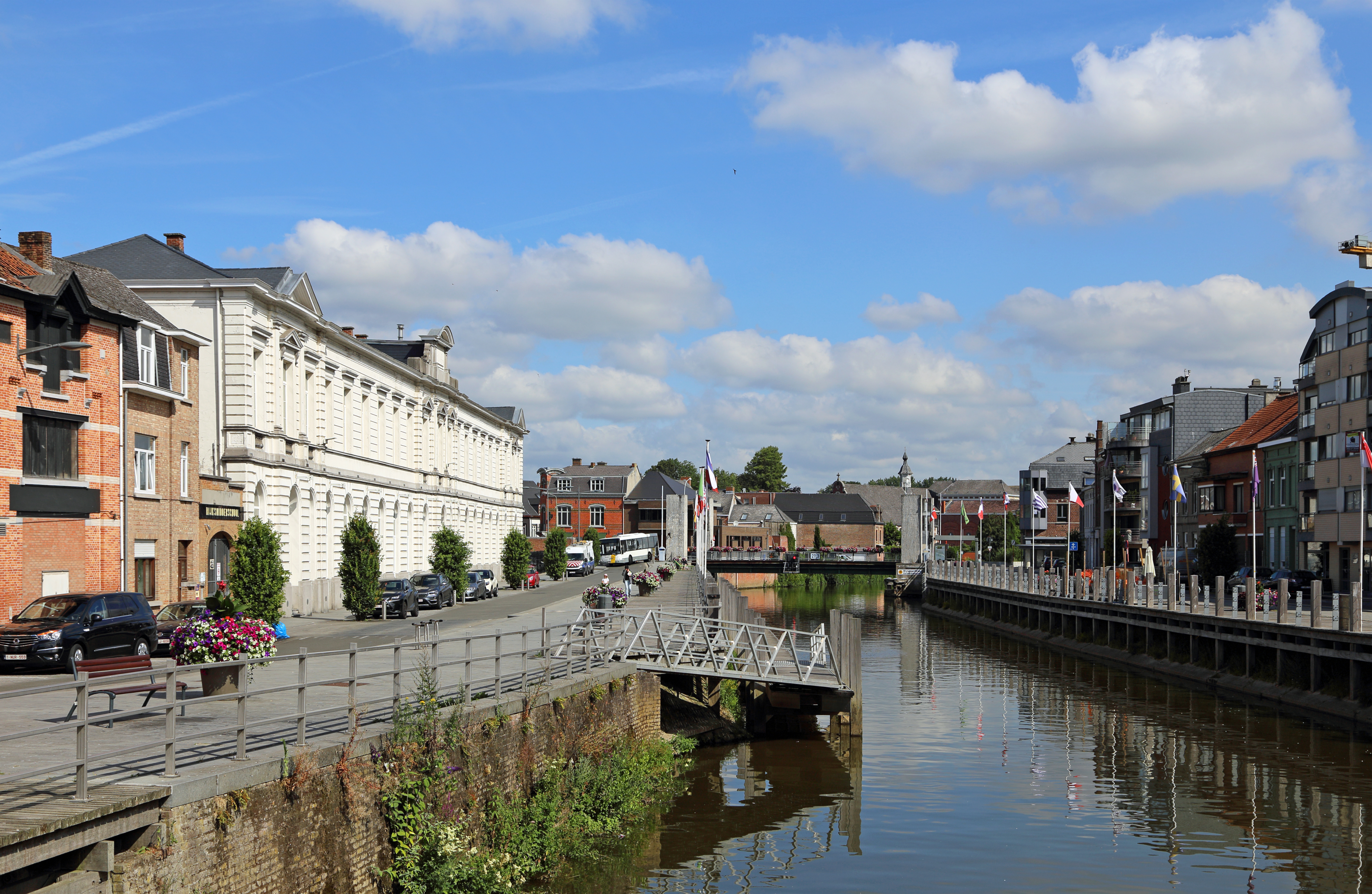
La Dendre à Grammont